# Droga (miesięcznik)
Droga – miesięcznik poruszający tematy literacko-społeczne, wydawany konspiracyjnie w Warszawie w okresie od grudnia 1943 do kwietnia 1944.

## Opis
Założycielami czasopisma byli Ewa Pohoska i Juliusz Wilczur-Garztecki.
Od stycznia 1944 grupie młodzieży akademickiej skupionej wokół tego czasopisma przewodniczył Stanisław Marczak-Oborski. Swoje artykuły i utwory drukowali w nim m.in.: Jan Józef Szczepański, Jan Nowak-Jeziorański i Tadeusz Borowski.
Członkami redakcji „Drogi” byli m.in. Krzysztof Kamil Baczyński i Jerzy Kamil Weintraub.